# Rock the Boat (Hues Corporation)
Rock the Boat è un singolo del gruppo musicale statunitense Hues Corporation, pubblicato nel maggio 1974 come secondo estratto dal primo album Freedom for the Stallion.
Fu uno dei primi singoli disco (se non il primo in assoluto) a raggiungere il primo posto delle classifiche negli Stati Uniti d'America. Autore del brano Rock the Boat è Waldo Holmes.

## Descrizione
Fonte di ispirazione per la composizione di Rock the Boat fu la canzone popolare Row, Row, Row Your Boat.  Il brano Rock the Boat paragona una storia d'amore a un'imbarcazione che si trova in alto mare e che deve affrontare varie tempeste.
Rock the Boat uscì inizialmente nell'ottobre 1973 come traccia conclusiva dell'album Freedom for the Stallion.
Il singolo raggiunse il primo posto delle classifiche negli Stati Uniti nel maggio 1974.  In Europa, il disco raggiunse il secondo posto nel Belgio francofono, il quarto posto nei Paesi Bassi e il sesto posto nel Regno Unito.

## Tracce
7"
1. Rock the Boat – 3:22 (Waldo Holmes)
2. All Goin' Down Together

## Classifiche
| Classifica            | Posizione massima | Nr. di settimane |
| --------------------- | ----------------- | ---------------- |
| Belgio (Fiandre)      | 6                 | 12               |
| Belgio (Vallonia)     | 2                 | 18               |
| Germania              | 7                 | 20               |
| Paesi Bassi           | 4                 | 11               |
| Regno Unito           | 6                 | 24               |
| Stati Uniti d'America | 1                 |                  |

## Cover
Tra gli artisti che hanno inciso o eseguito pubblicamente una cover del brano Rock the Boat, figurano (in ordine alfabetico)
- The A-Bones (1995)
- The Cat and Owl (versione strumentale, 2017)
- Delage (1990)[7]
- Sara Depp (2018)
- Forrest (1982)[8]
- Inner Circle (1974)[9]
- Orchestra di Paul Mauriat (versione strumentale, 1974)
- Pluto Servington (1974)[10]
- Springbook (1974)

### Adattamenti in altre lingue
- Il brano Rock the Boat è stato adattato in lingua tedesca da Ralf Dahmen con il titolo Nimm dein Boot ed interpretato in questa versione nel 1975 dai Me and You[2]
- Il brano Rock the Boat è stato adattato in lingua finlandese da Jaakko Salo con il titolo Kaatumaan ei laiva jouda ed interpretato in questa versione nel 1976 da Vicky[2]

## Il disco nella cultura di massa
- Il brano Rock the Boat è stato inserito nella colonna sonora del film del 1999 diretto da Miloš Forman Man on the Moon[2]
- Il brano Rock the Boat è stato inserito nella colonna sonora del film del 2005 diretto da Malcolm D. Lee Roll Bounce[11]